# 東大門駅
東大門駅（トンデムンえき）は、大韓民国ソウル特別市鐘路区にあるソウル交通公社の駅。
駅だけでなく、このあたり一帯は東大門区所在ではないことから、区名と駅名および地域名が一致していない。

## 利用可能な鉄道路線
ソウル交通公社
 1号線 - 駅番号は128
 4号線 - 駅番号は421

## 歴史
- 1974年8月15日 - ソウル特別市地下鉄公社（当時）1号線の駅が開業。
- 1985年10月18日 - ソウル特別市地下鉄公社（当時）4号線が接続、乗換駅となる。
- 2005年1月1日 - ソウル特別市地下鉄公社がソウルメトロに改称。
- 2006年 - 駅の改修、4号線ホームにホームドアを設置。
- 2008年 - 1号線ホームにホームドアを設置。
- 2017年5月31日 - ソウルメトロとソウル特別市都市鉄道公社が統合され、ソウル交通公社の駅となる。

## 駅構造

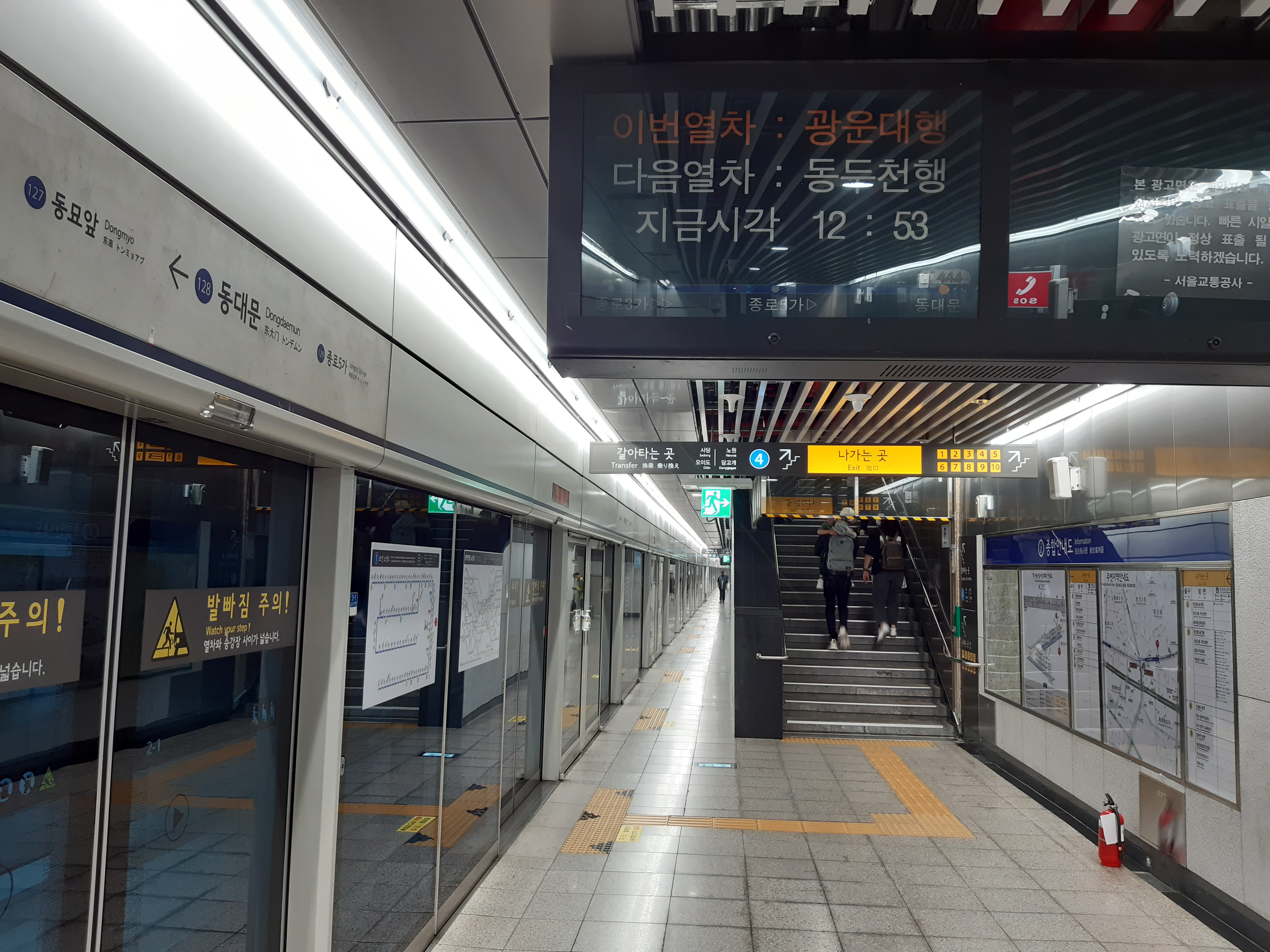
1号線ホーム

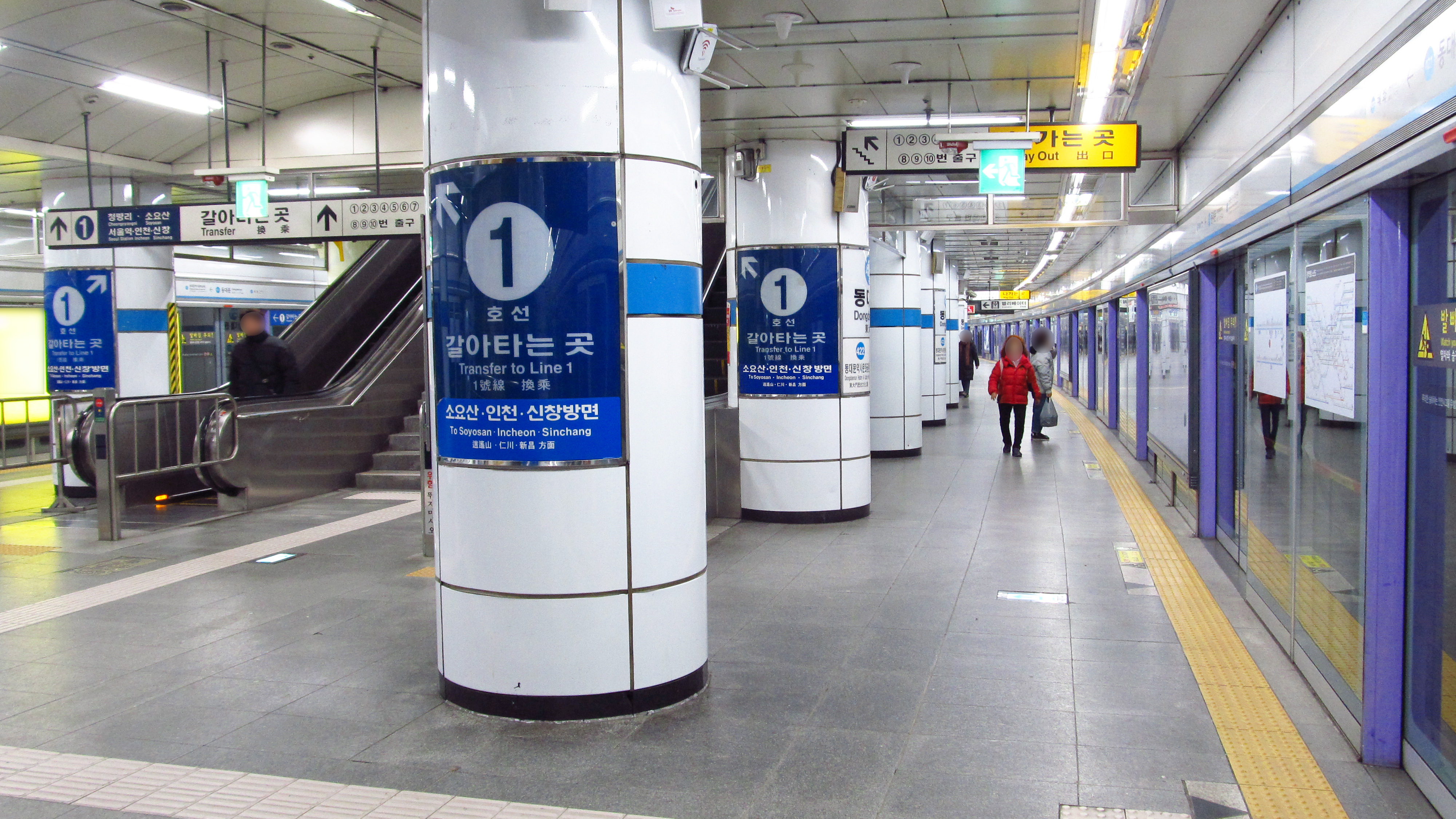
4号線ホーム

1号線は鐘路の真下を東西に延び、4号線は栗谷路の真下を南北に延びる地下駅である。
1号線のホームは地下2階にある。相対式ホーム2面2線を有しており、フルスクリーンタイプのホームドアが設置されている。4号線に乗り換える場合、ホーム西寄りにある階段を上って乗り換え通路を通る必要がある。
4号線のホームは地下4階にある。島式ホーム1面2線を有しており、フルスクリーンタイプのホームドアが設置されている。階段は4ヶ所あるが、どの階段を使っても1号線に乗り換えることができる。
改札口は合計5ヶ所ある。出口は1番から9番まである。

### のりば
- のりばの番号は各線共に存在しない。

| ホーム | 路線  | 行先                                           |
| ------ | ----- | ---------------------------------------------- |
| 上り   | 1号線 | 清凉里・光云大・議政府・東豆川・逍遥山方面     |
| 下り   | 1号線 | 餅店・西東灘・天安・新昌・富川・富平・仁川方面 |
| 上り   | 4号線 | 水踰・倉洞・蘆原・仏岩山方面                   |
| 下り   | 4号線 | ソウル駅・舎堂・衿井・烏耳島方面               |

## 利用状況
近年の一日平均利用人員推移は下記のとおり。
| 路線  | 路線     | 2000年 | 2001年 | 2002年 | 2003年 | 2004年 | 2005年 | 2006年 | 2007年 | 2008年 | 2009年 | 出典  |
| ----- | -------- | ------ | ------ | ------ | ------ | ------ | ------ | ------ | ------ | ------ | ------ | ----- |
| 1号線 | 乗車人員 | 25,465 | 22,271 | 21,279 | 20,312 | 20,802 | 20,777 | 17,707 | 17,827 | 16,806 | 16,413 | [ 1 ] |
| 1号線 | 降車人員 | 30,065 | 26,399 | 24,957 | 23,831 | 24,441 | 24,488 | 21,159 | 20,576 | 19,471 | 18,585 | [ 1 ] |
| 1号線 | 乗降人員 | 55,530 | 48,670 | 46,236 | 44,144 | 45,243 | 45,265 | 38,866 | 38,403 | 36,277 | 34,998 | [ 1 ] |
| 4号線 | 乗車人員 | 28,490 | 27,599 | 26,428 | 25,455 | 27,583 | 28,984 | 28,836 | 26,421 | 26,045 | 25,595 | [ 1 ] |
| 4号線 | 降車人員 | 26,282 | 26,242 | 25,597 | 25,178 | 26,837 | 27,493 | 27,306 | 25,732 | 25,078 | 25,073 | [ 1 ] |
| 4号線 | 乗降人員 | 54,772 | 53,841 | 52,025 | 50,633 | 54,420 | 56,478 | 56,141 | 52,153 | 51,122 | 50,668 | [ 1 ] |
| 路線  | 路線     | 2010年 | 2011年 | 2012年 | 2013年 | 2014年 | 2015年 |        |        |        |        | [ 1 ] |
| 1号線 | 乗車人員 | 16,853 | 17,124 | 15,964 | 16,200 | 16,450 | 16,219 |        |        |        |        | [ 1 ] |
| 1号線 | 降車人員 | 19,384 | 19,819 | 18,699 | 18,567 | 19,058 | 18,498 |        |        |        |        | [ 1 ] |
| 1号線 | 乗降人員 | 36,237 | 36,943 | 34,663 | 34,766 | 35,509 | 34,717 |        |        |        |        | [ 1 ] |
| 4号線 | 乗車人員 | 26,314 | 27,259 | 27,818 | 27,448 | 27,242 | 25,217 |        |        |        |        | [ 1 ] |
| 4号線 | 降車人員 | 25,966 | 26,988 | 27,628 | 27,738 | 27,566 | 25,743 |        |        |        |        | [ 1 ] |
| 4号線 | 乗降人員 | 52,280 | 54,247 | 55,446 | 55,186 | 54,808 | 50,960 |        |        |        |        | [ 1 ] |

## 駅周辺
- 東大門ショッピングタウン
- 東大門歴史文化公園
- 東大門総合商街
- 東大門プンムル市場（旧東大門運動場 サッカー場）
- 東門市場
- 斗山タワー (DOOTA)
- ソウル崇信初等学校（朝鮮語版）
- ソウル昌信初等学校（朝鮮語版）
- 新平和衣類商街
- 五間水橋
- 鐘路区民会館
- 鐘路区施設管理公団
- 中央市場
- 清渓川
- 平和市場（朝鮮語版）
- 興仁市場
- 興仁之門（東大門）
- 東大門城郭公園
- 東大門市場
- 東大門ホテル（旧ベストウエスタン東大門ホテル、7番出口目の前）
- イーストゲートタワーホテル
- JWマリオット東大門スクエア・ソウル

## 隣の駅
ソウル交通公社
 1号線　
東廟前駅 (127) - 東大門駅 (128) - 鐘路5街駅 (129)　
 4号線　
恵化駅 (420) - 東大門駅 (421) - 東大門歴史文化公園駅 (422)　